# 维摩寺
维摩寺位于中国江苏省常熟市虞山中部山顶箬帽峰下。始建于南宋隆兴元年（1163年），本名为石屋维摩庵，因在虞山北坡的石屋涧之上而得名。淳熙三年（1176年），右丞相兼枢密使曾怀奏请为功德院，宋孝宗赐额“显亲资福禅院”。明宣德四年（1429年），寺僧昙敷建四天王殿和石路，并改名为“维摩寺”。万历间，寺僧法乘造金粟堂、不二门、方丈禅堂，与兴福寺、三峰寺齐名。清乾隆三十年（1765年），景州知州屈成霖捐资重修寺宇，又在寺后辟建园林。山门楹联系曾怀的“大观江海合，杰构宋梁余”。咸丰十年（1860年），太平军与清兵在虞山激战，寺毁于战火。光绪年间，寺僧一煦募资重建寺庙，屈氏后人亦助修重建望海楼。长联曰：“钟磐定山声，昔有白云投刺史；棂栏接海气，远持红日照维摩”。1949年前后，寺庙荒废，文化大革命中被毁。1982年11月17日，维摩寺公布为常熟市文物保护单位。1982年，虞山被列为太湖风景名胜区十个景区之一。1983年先行建设“维摩旭日”景点，利用维摩寺遗迹改建为维摩山庄。望海楼可北望长江。1982年11月17日公布为常熟市文物保护单位。